# Emilio Orozco
Emilio Orozco Díaz (Granada, 11 de abril de 1909 — ibídem, 21 de enero de 1987) fue un historiador de la literatura y el arte español, catedrático universitario de Literatura, especialista en el período barroco y, en general, el Siglo de Oro español.

## Biografía
Inició su formación en la Escuela de Artes y Oficios de Granada para, posteriormente, estudiar lengua y literatura en la Universidad de Granada. Este doble interés y la relación entre la literatura y las demás artes fueron el eje central del conjunto de sus trabajos y estudios posteriores, también de su vocación docente, y lo que más ha caracterizado la singularidad y brillantez de su trabajos. En 1944 obtuvo el doctorado en la entonces Universidad Central de Madrid (hoy Complutense) con una tesis sobre el pintor Pedro Atanasio Bocanegra y la Escuela granadina de pintura. Fue catedrático de dos centros de secundaria granadinos: el Instituto Ángel Ganivet y el Padre Suárez (a este último permaneció vinculado toda su vida). Después ganó la cátedra de Literatura española en la Universidad de Granada que ocupó hasta su jubilación en 1979 y fue decano de la Facultad de Filosofía y Letras nueve años (1951-1960).
Autor de veintiséis libros y más de ciento setenta artículos en publicaciones y revistas especializadas. El primer libro que marca el conjunto de sus publicaciones y trabajos fue Temas del Barroco. De poesía y pintura (1947), una obra de referencia donde apuntó por vez primera la necesidad de superar la mera concepción formal y de simple morfología del barroco en las artes, para adentrarse en sus raíces históricas, incluso psicológicas, lo que explicaba el trasunto temático en todas las formas artísticas en las que se manifestó ese período. Así cruzó desde Góngora a San Juan de la Cruz, de Velázquez a Alonso Cano, de la poesía y el teatro a la pintura y la escultura.
Fue fundador de las revistas Arco y Afán y del Museo Provincial de Bellas Artes de Granada, que dirigió. También fue académico de la Real Academia de Bellas Artes de Granada.

## Obras
| - Temas del Barroco de poesía y pintura, 1947; reedición en 1989. (ISBN 84-338-1005-7) - Manierismo y barroco, 1960. - El barroquismo de Velázquez, 1965. - La Cappella Reale di Granada, Forma e Colore 54, Firenze, Sadea/Sansini Editori, 1965. - La Capilla Real de Granada, 1967. - El teatro y la teatralidad del barroco : (ensayo de introducción al tema), 1969. - Lope y Góngora frente a frente, 1973. - Mística plástica y barroco, 1977. (ISBN 84-390-0046-4) - ¿Qué es el "Arte nuevo" de Lope de Vega?: anotación previa a una reconsideración crítica, 1978. (ISBN 84-600-1316-2) - Una introducción a "El jardín de las delicias" de Ayala, 1985. (ISBN 84-86028-05-1) | - Cervantes y la novela del barroco: (del Quijote de 1605 al Persiles), reedición de José Lara Garrido, 1992. (ISBN 84-338-1550-4) - El pintor Fray Juan Sánchez Cotán, reedición 1993. (ISBN 84-338-1760-4) - Estudios sobre San Juan de la Cruz y la mística del barroco, reedición de José Lara Garrido, 1994. (ISBN 84-338-1958-5) - Los sonetos de Góngora: (antología comentada), reedición de José Lara Garrido, 2002. (ISBN 84-8154-001-3) - La literatura en Andalucía: (de Nebrija a Ganivet), reedición de José Lara Garrido, 2006. (ISBN 84-95073-46-3) |